# Семёнов, Виктор Николаевич (легкоатлет)
Ви́ктор Никола́евич Семёнов (род. 26 апреля 1958) — советский украинский бегун-марафонец. Выступал на всесоюзном уровне в 1980-х годах, серебряный и бронзовый призёр чемпионатов СССР, призёр первенств всесоюзного и республиканского значения, участник Кубка мира по марафону в Хиросиме в составе советской сборной. Представлял Киев и Вооружённые силы.

## Биография
Виктор Семёнов родился 26 апреля 1958 года. Занимался лёгкой атлетикой в Киеве, выступал за Украинскую ССР и Советскую Армию.
Впервые заявил о себе на марафонской дистанции в сезоне 1979 года, когда с результатом 2:18:32 финишировал вторым на марафоне в Ужгороде.
В 1980 году занял 34-е место на марафоне в Ужгороде (2:19:10).
В 1982 году показал 14-й результат на чемпионате СССР по марафону в Москве (2:18:35), вновь был вторым на марафоне в Ужгороде (2:17:03).
В 1983 году стал третьим на Каталонском марафоне в Барселоне (2:17:05), завоевал серебряную награду на чемпионате страны по марафону в рамках VIII летней Спартакиады народов СССР в Москве (2:15:34), пришёл к финишу восьмым на марафоне в Ужгороде (2:17:07).
В 1984 году взял бронзу на чемпионате СССР по марафону в Баку (2:14:28). Рассматривался в качестве кандидата на участие в летних Олимпийских играх в Лос-Анджелесе, однако Советский Союз вместе с некоторыми другими странами восточного блока бойкотировал эти соревнования по политическим причинам. Вместо этого Семёнов выступил на альтернативном турнире «Дружба-84» в Москве — в программе марафона показал результат 2:17:34, расположившись в итоговом протоколе на шестой строке.
В 1985 году в составе советской сборной стартовал на Кубке мира по марафону в Хиросиме — с личным рекордом 2:14:07 занял 25-е место в личном зачёте и вместе с соотечественниками занял седьмую позицию мужского командного зачёта. Бежал 10 000 метров на Мемориале братьев Знаменских в Москве, став девятым.
В 1987 году занял 24-е место на марафоне в Ужгороде (2:16:45).